# Aya Wakisaka
Aya Wakisaka (jap. 脇坂 郁, Wakisaka Aya; * 22. Oktober 1981 in der Präfektur Fukuoka) ist eine japanische Badmintonspielerin.

## Karriere
Aya Wakisaka stammt aus der Präfektur Fukuoka, besuchte dort die Wajirogaoka-Mittelschule im Stadtbezirk Higashi-ku von Fukuoka, dann die private Seika-Mädchenoberschule im Stadtbezirk Hakata-ku und anschließend die Aoyama-Gakuin-Universität in Tokio. Ihren ersten großen Erfolg hatte sie 1999 auf der Oberschule, wo sie bei den Inter-High-Badmintonmeisterschaften mit ihrer Mitschülerin Yukiko Nomura den ersten Platz im Damendoppel erreichte. Als Studentin erreichte sie bei der Badmintonmeisterschaft der Studenten im Damendoppel im Jahr 2000 den ersten Platz und 2003 den dritten Platz. Im selben Jahr trat sie zeitgleich mit Ikue Tatani in das Unternehmen Sanyo ein um für deren Werksmannschaft zu spielen.
Aya Wakisaka gewann 2007 die Australian Open im Damendoppel mit Ikue Tatani. In der gleichen Saison waren beide auch bei den New Zealand Open erfolgreich.

## Sportliche Erfolge
| Saison | Veranstaltung    | Disziplin   | Platz | Name                       |
| ------ | ---------------- | ----------- | ----- | -------------------------- |
| 2007   | Australian Open  | Damendoppel | 1     | Aya Wakisaka / Ikue Tatani |
| 2007   | New Zealand Open | Damendoppel | 1     | Ikue Tatani / Aya Wakisaka |